# Сан Николо (Ферара)
Сан Николо је насеље у Италији у округу Ферара, региону Емилија-Ромања.
Према процени из 2011. у насељу је живело 731 становника. Насеље се налази на надморској висини од 4 м.